# نیروگاه کارون ۴
نیروگاه کارون ۴ (واقع در سد کارون ۴ در جنوب غربی ایران، تأسیس ۱۳۹۰)، یکی از نیروگاه‌های ایران با ظرفیت تولید ۱۰۰۰ مگاوات، که بر روی رودخانه کارون بسته شده‌است.
توان تولیدی هر کدام از واحدها ۲۵۰ مگاوات است. ۴ واحد نیروگاهی آن در سال ۱۳۹۰ وارد مدار شدند.